# Campionati europei a squadre di atletica leggera 2011
I III Campionati europei a squadre di atletica leggera si sono tenuti a Stoccolma, in Svezia, dal 20 al 21 giugno 2011. 
La Russia ha vinto la competizione per la seconda volta consecutiva, mentre Repubblica Ceca, Portogallo e Svezia sono retrocesse in First League.

## Sedi
| Divisione     | Date              | Città     | Nazione |
| ------------- | ----------------- | --------- | ------- |
| Super League  | 18-19 giugno 2011 | Stoccolma | Svezia  |
| First League  | 18-19 giugno 2011 | Smirne    | Turchia |
| Second League | 18-19 giugno 2011 | Novi Sad  | Serbia  |
| Third League  | 18-19 giugno 2011 | Reykjavík | Islanda |

## Super League

### Classifica
| Pos. | Nazione     | Punti | Note                       |
| ---- | ----------- | ----- | -------------------------- |
| 1    | Russia      | 385   | Oro                        |
| 2    | Germania    | 331,5 | Argento                    |
| 3    | Ucraina     | 304   | Bronzo                     |
| 4    | Regno Unito | 289   |                            |
| 5    | Francia     | 284   |                            |
| 6    | Polonia     | 264   |                            |
| 7    | Spagna      | 246   |                            |
| 8    | Italia      | 237   |                            |
| 9    | Bielorussia | 220   |                            |
| 10   | Rep. Ceca   | 211   | Retrocesse in First League |
| 11   | Portogallo  | 177,5 | Retrocesse in First League |
| 12   | Svezia      | 159   | Retrocesse in First League |

### Tabella punti
| Specialità             | Specialità | BLR | CZE | FRA | DEU   | GBR | ITA | POL | PRT   | RUS | ESP | SWE | UKR |
| ---------------------- | ---------- | --- | --- | --- | ----- | --- | --- | --- | ----- | --- | --- | --- | --- |
| 100 metri              | Uomini     | 4   | 1   | 12  | 5     | 11  | 8   | 9   | 10    | 6   | 7   | 2   | 3   |
| 100 metri              | Donne      | 5   | 7   | 12  | 9     | 8   | 3   | 4   | 6     | 10  | 1   | 2   | 11  |
| 200 metri              | Uomini     | 10  | 9   | 12  | 2     | 7   | 8   | 11  | 3     | 5   | 4   | 6   | 1   |
| 200 metri              | Donne      | 1   | 8   | 9   | 10    | 7   | 3   | 5   | 6     | 11  | 2   | 3   | 12  |
| 400 metri              | Uomini     | 3   | 1   | 8   | 11    | 6   | 10  | 9   | 2     | 12  | 5   | 7   | 4   |
| 400 metri              | Donne      | 9   | 11  | 6   | 7     | 10  | 5   | 4   | 1     | 8   | 3   | 2   | 12  |
| 800 metri              | Uomini     | 8   | 1   | 11  | 5     | 10  | 9   | 12  | 2     | 4   | 3   | 6   | 7   |
| 800 metri              | Donne      | 9   | 1   | 5   | 7     | 11  | 8   | 6   | 2     | 12  | 4   | 3   | 10  |
| 1.500 metri            | Uomini     | 2   | 7   | 5   | 9     | 10  | 4   | 8   | 1     | 11  | 12  | 3   | 6   |
| 1.500 metri            | Donne      | 9   | 6   | 1   | 5     | 12  | 2   | 7   | 4     | 11  | 3   | 8   | 10  |
| 3.000 metri            | Uomini     | 5   | 2   | 8   | 4     | 9   | 6   | 1   | 10    | 11  | 12  | 3   | 7   |
| 3.000 metri            | Donne      | 7   | 2   | 4   | 5     | 6   | 8   | 9   | 3     | 12  | 10  | 1   | 11  |
| 5.000 metri            | Uomini     | 8   | 2   | 6   | 3     | 10  | 5   | 7   | 4     | 9   | 12  | 1   | 11  |
| 5.000 metri            | Donne      | 1   | 2   | 5   | 9     | 10  | 6   | 4   | 8     | 11  | 12  | 3   | 7   |
| 3.000 metri siepi      | Uomini     | 3   | 1   | 12  | 11    | 4   | 7   | 6   | 5     | 10  | 8   | 2   | 9   |
| 3.000 metri siepi      | Donne      | 2   | 9   | 7   | 10    | 4   | 6   | 3   | 11    | 12  | 8   | 1   | 5   |
| 110/100 metri ostacoli | Uomini     | 6,5 | 3   | 11  | 4     | 12  | 5   | 9   | 2     | 6,5 | 10  | 8   | 1   |
| 110/100 metri ostacoli | Donne      | 11  | 6   | 8   | 7     | 9   | 10  | 5   | 1     | 12  | 3   | 2   | 4   |
| 400 metri ostacoli     | Uomini     | 2   | 7   | 3   | 11    | 12  | 6   | 4   | 9     | 10  | 5   | 1   | 8   |
| 400 metri ostacoli     | Donne      | 3   | 12  | 6   | 5     | 10  | 8   | 4   | 7     | 11  | 1   | 2   | 9   |
| Staffetta 4×100 metri  | Uomini     | 3   | 6   | 11  | 10    | 12  | 0   | 9   | 7     | 8   | 5   | 4   | 0   |
| Staffetta 4×100 metri  | Donne      | 7   | 4   | 8   | 10    | 9   | 3   | 6   | 1     | 11  | 2   | 5   | 12  |
| Staffetta 4×400 metri  | Uomini     | 2   | 1   | 11  | 10    | 4   | 8   | 9   | 3     | 12  | 6   | 5   | 7   |
| Staffetta 4×400 metri  | Donne      | 6   | 8   | 5   | 9     | 11  | 7   | 4   | 1     | 12  | 2   | 3   | 10  |
| Salto in alto          | Uomini     | 4   | 9,5 | 8   | 9,5   | 5   | 7   | 2   | 1     | 11  | 6   | 3   | 12  |
| Salto in alto          | Donne      | 7   | 4,5 | 8   | 3     | 2   | 4,5 | 6   | 1     | 9   | 10  | 12  | 11  |
| Salto con l'asta       | Uomini     | 5   | 7   | 8   | 11    | 6   | 0   | 9   | 3,5   | 10  | 3,5 | 2   | 12  |
| Salto con l'asta       | Donne      | 6   | 10  | 5   | 11    | 8   | 3,5 | 12  | 7     | 9   | 3,5 | 0   | 2   |
| Salto in lungo         | Uomini     | 1   | 5   | 7   | 9     | 10  | 3   | 2   | 6     | 12  | 8   | 11  | 4   |
| Salto in lungo         | Donne      | 8   | 1   | 10  | 7     | 4   | 3   | 5   | 9     | 12  | 6   | 11  | 2   |
| Salto triplo           | Uomini     | 11  | 2   | 8   | 6     | 3   | 12  | 9   | 7     | 0   | 5   | 4   | 10  |
| Salto triplo           | Donne      | 6   | 3   | 0   | 7     | 4   | 11  | 8   | 5     | 9   | 10  | 2   | 12  |
| Getto del peso         | Uomini     | 10  | 4   | 6   | 12    | 1   | 2   | 10  | 8     | 9   | 5   | 3   | 7   |
| Getto del peso         | Donne      | 9   | 1   | 8   | 12    | 3   | 10  | 7   | 2     | 11  | 5   | 6   | 4   |
| Lancio del disco       | Uomini     | 1   | 9   | 3   | 12    | 7   | 4   | 10  | 2     | 8   | 11  | 6   | 5   |
| Lancio del disco       | Donne      | 4   | 7   | 8   | 9     | 5   | 6   | 10  | 3     | 11  | 2   | 1   | 12  |
| Lancio del martello    | Uomini     | 9   | 4   | 7   | 12    | 2   | 8   | 11  | 0     | 6   | 5   | 3   | 10  |
| Lancio del martello    | Donne      | 9   | 10  | 8   | 12    | 4   | 5   | 1   | 7     | 11  | 6   | 2   | 3   |
| Lancio del giavellotto | Uomini     | 4   | 9   | 3   | 10    | 5   | 7   | 6   | 2     | 12  | 8   | 11  | 0   |
| Lancio del giavellotto | Donne      | 3   | 10  | 2   | 12    | 11  | 7   | 1   | 5     | 9   | 8   | 4   | 6   |
| Paese                  | Paese      | BLR | CZE | FRA | DEU   | GBR | ITA | POL | PRT   | RUS | ESP | SWE | UKR |
| Totale                 | Totale     | 220 | 217 | 284 | 331,5 | 289 | 237 | 264 | 176,5 | 385 | 245 | 158 | 304 |

### Risultati

#### Uomini
| Specialità | Oro                                                                                  | Prestazione | Argento                                                                          | Prestazione | Bronzo                                                              | Prestazione |
| Corse piane |                                                                                      |             |                                                                                  |             |                                                                     |             |
| 100 metri | Christophe Lemaitre Francia                                                          | 9"95        | Dwayne Chambers Regno Unito                                                      | 10"07       | Francis Obikwelu Portogallo                                         | 10"22       |
| 200 metri | Christophe Lemaitre Francia                                                          | 20"28       | Kamil Kryński Polonia                                                            | 20"83       | Aljaksandr Linnik Bielorussia                                       | 20"90       |
| 400 metri | Maksim Dyldin Russia                                                                 | 45"82       | Thomas Schneider Germania                                                        | 45"98       | Marco Vistalli Italia                                               | 45"99       |
| 800 metri | Adam Kszczot Polonia                                                                 | 1'46"50     | Jeff Lastennet Francia                                                           | 1'46"70     | Gareth Warburton Regno Unito                                        | 1'46"95     |
| 1.500 metri | Manuel Olmedo Spagna                                                                 | 3'38"63     | Valentin Smirnov Russia                                                          | 3'38"89     | James Shane Regno Unito                                             | 3'39"21     |
| 3.000 metri | Juan Carlos Higuero Spagna                                                           | 8'03"43     | Egor Nikolaev Russia                                                             | 8'03"80     | Rui Silva Portogallo                                                | 8'03"88     |
| 5.000 metri | Jesús España Spagna                                                                  | 13'39"25    | Serhij Lebid' Ucraina                                                            | 13'39"75    | Andy Vernon Regno Unito                                             | 13'40"15    |
| Corse a ostacoli |                                                                                      |             |                                                                                  |             |                                                                     |             |
| 3000 metri siepi | Vincent Zouaoui Dandrieux Francia                                                    | 8'30"85     | Steffen Uliczka Germania                                                         | 8'31"01     | Il'dar Minšin Russia                                                | 8'34"56     |
| 110 metri ostacoli | Andy Turner Regno Unito                                                              | 13"42       | Garfield Darien Francia                                                          | 13"64       | Jackson Quiñónez Spagna                                             | 13"71       |
| 400 metri ostacoli | Dai Greene Regno Unito                                                               | 49"21       | Georg Fleischhauer Germania                                                      | 49"56       | Aleksandr Derevjagin Russia                                         | 49"70       |
| Staffette |                                                                                      |             |                                                                                  |             |                                                                     |             |
| Staffetta 4x100 m | Regno Unito Christian Malcolm Craig Pickering James Ellington Harry Aikines-Aryeetey | 38"60       | Francia Teddy Tinmar Christophe Lemaitre Pierre-Alexis Pessonneaux Ronald Pognon | 38"71       | Germania Alex Schaf Marius Broening Tobias Unger Alex-Platini Menga | 38"92       |
| Staffetta 4x400 m | Russia Maksim Dyldin Dmitrij Burjak Pavel Trenichin Denis Alekseev                   | 3'02"42     | Francia Nicolas Fillon Teddy Venel Mamoudou Hanne Mame-Ibra Anne                 | 3'03"33     | Germania David Gollnow Jonas Plass Benjamin Jonas Thomas Schneider  | 3'04"10     |
| Salti |                                                                                      |             |                                                                                  |             |                                                                     |             |
| Salto in alto | Dmytro Dem"janjuk Ucraina                                                            | 2,35 m =    | Aleksej Dmitrik Russia                                                           | 2,31 m      | Jaroslav Bába Rep. Ceca Raúl Spank Germania                         | 2,28 m      |
| Salto con l'asta | Maksym Mazuryk Ucraina                                                               | 5,72 m      | Malte Mohr Germania                                                              | 5,72 m      | Aleksandr Gripič Russia                                             | 5,60 m      |
| Salto in lungo | Aleksandr Men'kov Russia                                                             | 8,20 m      | Michel Tornéus Svezia                                                            | 8,19 m      | Chris Tomlinson Regno Unito                                         | 8,12 m      |
| Salto triplo | Fabrizio Schembri Italia                                                             | 16,95 m     | Dzmitryj Platnicki Bielorussia                                                   | 16,81 m     | Viktor Kuznjecov Ucraina                                            | 16,79 m     |
| Lanci |                                                                                      |             |                                                                                  |             |                                                                     |             |
| Getto del peso | David Storl Germania                                                                 | 20,81 m =   | Tomasz Majewski Polonia                                                          | 20,51 m     | Andrėj Michnevič Bielorussia                                        | 20,40 m     |
| Lancio del disco | Robert Harting Germania                                                              | 65,63 m     | Frank Casañas Spagna                                                             | 62,43 m     | Piotr Małachowski Polonia                                           | 61,66 m     |
| Lancio del martello | Markus Esser Germania                                                                | 79,28 m     | Paweł Fajdek Polonia                                                             | 76,98 m     | Oleksij Sokyrs'kyj Ucraina                                          | 76,96 m     |
| Lancio del giavellotto | Sergej Makarov Russia                                                                | 81,20 m     | Gabriel Wallin Svezia                                                            | 80,88 m     | Matthias de Zordo Germania                                          | 77,86 m     |
| record mondiale; record mondiale stagionale; record europeo; record europeo stagionale; record dei campionati; record nazionale; record personale; record personale stagionale. |                                                                                      |             |                                                                                  |             |                                                                     |             |

#### Donne
| Specialità | Oro                                                                        | Prestazione | Argento                                                                              | Prestazione      | Bronzo                                                                       | Prestazione |
| Corse piane |                                                                            |             |                                                                                      |                  |                                                                              |             |
| 100 metri | Véronique Mang Francia                                                     | 11"23       | Olesja Povch Ucraina                                                                 | 11"28            | Aleksandra Fedoriva Russia                                                   | 11"34       |
| 200 metri | Marija Rjemjen' Ucraina                                                    | 23"10       | Julija Čermošanskaja Russia                                                          | 23"40            | Cathleen Tschirch Germania                                                   | 23"45       |
| 400 metri | Antonina Jefremova Ucraina                                                 | 51"02       | Denisa Rosolová Rep. Ceca                                                            | 51"37            | Shana Cox Regno Unito                                                        | 51"49       |
| 800 metri | Marija Savinova Russia                                                     | 1'58"75     | Jennifer Meadows Regno Unito                                                         | 1'59"47          | Lilija Lobanova Ucraina                                                      | 2'00"18     |
| 1.500 metri | Charlene Thomas Regno Unito                                                | 4'06"85     | Ekaterina Martynova Russia                                                           | 4'07"08          | Hanna Miščenko Ucraina                                                       | 4'07"27Šč   |
| 3.000 metri | Olesja Syreva Russia                                                       | 8'53"20     | Natalija Tobias Ucraina                                                              | 8'54"16          | Natalia Rodríguez Spagna                                                     | 8'55"09     |
| 5.000 metri | Dolores Checa Spagna                                                       | 15'16"89    | Elena Zadorožnaja Russia                                                             | 15'28"65         | Helen Clitheroe Regno Unito                                                  | 15'33"03    |
| Corse a ostacoli |                                                                            |             |                                                                                      |                  |                                                                              |             |
| 3000 metri siepi | Gul'nara Galkina Russia                                                    | 9'31"20     | Sara Moreira Portogallo                                                              | 9'35"11          | Jana Sussman Germania                                                        | 9'43"28     |
| 100 metri ostacoli | Tat'jana Dektjarëva Russia                                                 | 13"16       | Alina Talaj Bielorussia                                                              | 13"19            | Marzia Caravelli Italia                                                      | 13"21       |
| 400 metri ostacoli | Zuzana Hejnová Rep. Ceca                                                   | 53"87       | Natal'ja Antjuch Russia                                                              | 54"52            | Perri Shakes-Drayton Regno Unito                                             | 55"06       |
| Staffette |                                                                            |             |                                                                                      |                  |                                                                              |             |
| Staffetta 4x100 m | Ucraina Olesja Povch Natalija Pohrebnjak Marija Rjemjen' Chrystyna Stuj    | 42"86       | Russia Ekaterina Voronenkova Aleksandra Fedoriva Julija Guščina Julija Čermošanskaja | 43"12            | Germania Johanna Kedzierski Marion Wagner Cathleen Tschirch Leena Günther    | 43.37       |
| Staffetta 4x400 m | Russia Ksenija Vdovina Ksenija Zadorina Tat'jana Firova Ljudmila Litvinova | 3'27"17     | Regno Unito Kelly Massey Nicola Sanders Lee McConnell Perri Shakes-Drayton           | 3'27"21          | Ucraina Ksenija Karandjuk Alina Lohvynenko Julija Baralej Antonina Jefremova | 3'28"13     |
| Salti |                                                                            |             |                                                                                      |                  |                                                                              |             |
| Salto in alto | Emma Green Svezia                                                          | 1,89 m      | Vita St'opina Ucraina                                                                | 1,89 m           | Ruth Beitia Spagna                                                           | 1,89 m      |
| Salto con l'asta | Anna Rogowska Polonia                                                      | 4,75 m      | Silke Spiegelburg Germania                                                           | 4,75 m = {{{1}}} | Jiřina Ptáčníková Rep. Ceca                                                  | 4,60 m      |
| Salto in lungo | Dar'ja Klišina Russia                                                      | 6,74 m      | Carolina Klüft Svezia                                                                | 6,73 m           | Éloyse Lesueur Francia                                                       | 6,60 m      |
| Salto triplo | Ol'ha Saladucha Ucraina                                                    | 14,85 m     | Simona La Mantia Italia                                                              | 14,29 m          | Patricia Sarrapio Spagna                                                     | 14,10 m     |
| Lanci |                                                                            |             |                                                                                      |                  |                                                                              |             |
| Getto del peso | Nadine Kleinert Germania                                                   | 17,81 m     | Anna Avdeeva Russia                                                                  | 17,33 m          | Chiara Rosa Italia                                                           | 17,18 m     |
| Lancio del disco | Kateryna Karsak Ucraina                                                    | 63,35 m     | Dar'ja Piščal'nikova Russia                                                          | 61,09 m          | Żaneta Glanc Polonia                                                         | 59,29 m     |
| Lancio del martello | Betty Heidler Germania                                                     | 73,43 m     | Tat'jana Lysenko Russia                                                              | 71,44 m          | Katerina Safránková Rep. Ceca                                                | 69,39 m     |
| Lancio del giavellotto | Christina Obergföll Germania                                               | 66,22 m     | Goldie Sayers Regno Unito                                                            | 64,46 m          | Barbora Špotáková Rep. Ceca                                                  | 64,40 m     |
| record mondiale; record mondiale stagionale; record europeo; record europeo stagionale; record dei campionati; record nazionale; record personale; record personale stagionale. |                                                                            |             |                                                                                      |                  |                                                                              |             |

## First League

### Classifica
| Pos. | Nazione     | Punti | Note                        |
| ---- | ----------- | ----- | --------------------------- |
| 1    | Turchia     | 329   | Promosse in Super League    |
| 2    | Grecia      | 307,5 | Promosse in Super League    |
| 3    | Norvegia    | 290   | Promosse in Super League    |
| 4    | Romania     | 282,5 |                             |
| 5    | Paesi Bassi | 278   |                             |
| 6    | Ungheria    | 265   |                             |
| 7    | Svizzera    | 251,5 |                             |
| 8    | Finlandia   | 248   |                             |
| 9    | Belgio      | 245,5 |                             |
| 10   | Irlanda     | 224,5 |                             |
| 11   | Slovenia    | 200,5 | Retrocesse in Second League |
| 12   | Croazia     | 178   | Retrocesse in Second League |

### Tabella punti
| Specialità             | Specialità | BEL   | HRV | FIN | GRC   | HUN | IRL   | NLD | NOR  | ROU   | SVN   | CHE   | TUR |
| ---------------------- | ---------- | ----- | --- | --- | ----- | --- | ----- | --- | ---- | ----- | ----- | ----- | --- |
| 100 metri              | Uomini     | 6     | 4   | 1   | 2     | 3   | 9     | 11  | 12   | 7     | 8     | 10    | 5   |
| 100 metri              | Donne      | 5     | 3   | 1   | 8     | 4   | 9     | 10  | 12   | 11    | 6     | 2     | 7   |
| 200 metri              | Uomini     | 10    | 1   | 11  | 7     | 2   | 8     | 9   | 12   | 4     | 3     | 6     | 5   |
| 200 metri              | Donne      | 4     | 6   | 2   | 8     | 1   | 7     | 12  | 10   | 9     | 11    | 5     | 3   |
| 400 metri              | Uomini     | 12    | 7   | 5   | 8     | 11  | 6     | 9   | 1    | 3     | 2     | 4     | 10  |
| 400 metri              | Donne      | 4     | 9   | 2   | 10    | 7   | 5     | 8   | 6    | 12    | 3     | 1     | 11  |
| 800 metri              | Uomini     | 7     | 1   | 8   | 6     | 12  | 4     | 11  | 5    | 9     | 10    | 3     | 2   |
| 800 metri              | Donne      | 7     | 1   | 4   | 10    | 8   | 6     | 11  | 9    | 2     | 3     | 5     | 12  |
| 1.500 metri            | Uomini     | 7     | 1   | 9   | 11    | 5   | 8     | 3   | 10   | 4     | 2     | 6     | 12  |
| 1.500 metri            | Donne      | 3     | 2   | 11  | 4     | 5   | 9     | 7   | 12   | 6     | 1     | 8     | 10  |
| 3.000 metri            | Uomini     | 10    | 1   | 9   | 4     | 8   | 6     | 11  | 7    | 3     | 2     | 5     | 12  |
| 3.000 metri            | Donne      | 10    | 5   | 6   | 3     | 8   | 7     | 4   | 2    | 9     | 1     | 11    | 12  |
| 5.000 metri            | Uomini     | 9     | 1   | 8   | 3     | 7   | 5     | 6   | 11   | 2     | 4     | 10    | 12  |
| 5.000 metri            | Donne      | 2     | 6   | 4   | 5     | 3   | 11    | 8   | 10   | 9     | 1     | 7     | 12  |
| 3.000 metri siepi      | Uomini     | 7     | 3   | 11  | 2     | 8   | 5     | 4   | 10   | 9     | 0     | 6     | 12  |
| 3.000 metri siepi      | Donne      | 6     | 2   | 6   | 8     | 1   | 9     | 4   | 11   | 10    | 3     | 5     | 12  |
| 110/100 metri ostacoli | Uomini     | 9     | 8   | 6   | 10    | 11  | 1     | 12  | 2    | 4     | 3     | 7     | 5   |
| 110/100 metri ostacoli | Donne      | 8     | 4   | 5   | 2     | 1   | 9     | 3   | 12   | 6     | 10    | 11    | 7   |
| 400 metri ostacoli     | Uomini     | 11    | 1   | 6   | 12    | 10  | 9     | 8   | 3    | 7     | 2     | 5     | 4   |
| 400 metri ostacoli     | Donne      | 12    | 9   | 5   | 6     | 1   | 8     | 2   | 11   | 4     | 3     | 7     | 10  |
| Staffetta 4×100 metri  | Uomini     | 4     | 2   | 9   | 5     | 8   | 10    | 11  | 7    | 3     | 0     | 12    | 6   |
| Staffetta 4×100 metri  | Donne      | 11    | 6   | 5   | 8     | 4   | 0     | 12  | 3    | 7     | 0     | 10    | 9   |
| Staffetta 4×400 metri  | Uomini     | 12    | 3   | 2   | 10    | 9   | 8     | 7   | 1    | 5     | 6     | 4     | 11  |
| Staffetta 4×400 metri  | Donne      | 9     | 7   | 5   | 6     | 2   | 11    | 3   | 8    | 10    | 1     | 4     | 12  |
| Salto in alto          | Uomini     | 4,5   | 5,5 | 9   | 12    | 2   | 9     | 5,5 | 4,5  | 9     | 11    | 1     | 3   |
| Salto in alto          | Donne      | 2     | 12  | 1   | 4     | 7   | 5,5   | 5,5 | 10,5 | 10,5  | 3     | 8     | 9   |
| Salto con l'asta       | Uomini     | 0     | 0   | 0   | 12    | 9   | 0     | 11  | 7    | 6     | 10    | 8     | 5   |
| Salto con l'asta       | Donne      | 9     | 4,5 | 0   | 12    | 3   | 7     | 0   | 10   | 6     | 8     | 11    | 4,5 |
| Salto in lungo         | Uomini     | 10    | 8   | 11  | 12    | 6   | 2     | 3   | 7    | 5     | 1     | 9     | 4   |
| Salto in lungo         | Donne      | 2     | 1   | 3   | 5     | 7   | 4     | 6   | 8    | 12    | 10    | 11    | 9   |
| Salto triplo           | Uomini     | 3     | 8   | 0   | 11    | 6   | 4     | 2   | 10   | 12    | 7     | 9     | 5   |
| Salto triplo           | Donne      | 1     | 3   | 6   | 12    | 7   | 2     | 8   | 5    | 11    | 10    | 4     | 9   |
| Getto del peso         | Uomini     | 4     | 10  | 7   | 11    | 12  | 3     | 0   | 5    | 6     | 8     | 2     | 9   |
| Getto del peso         | Donne      | 4     | 2   | 7   | 8     | 11  | 6     | 12  | 3    | 1     | 5     | 9     | 10  |
| Lancio del disco       | Uomini     | 4     | 9   | 11  | 6     | 12  | 2     | 7   | 5    | 8     | 3     | 1     | 10  |
| Lancio del disco       | Donne      | 2     | 4   | 10  | 8     | 9   | 3     | 11  | 7    | 12    | 1     | 6     | 5   |
| Lancio del martello    | Uomini     | 1     | 6   | 8   | 7     | 12  | 2     | 4   | 10   | 3     | 9     | 5     | 11  |
| Lancio del martello    | Donne      | 1     | 7   | 11  | 10    | 9   | 2     | 3   | 5    | 12    | 8     | 4     | 6   |
| Lancio del giavellotto | Uomini     | 4     | 3   | 12  | 9     | 6   | 1     | 8   | 2    | 5     | 10    | 7     | 11  |
| Lancio del giavellotto | Donne      | 7     | 1   | 11  | 10    | 8   | 2     | 5   | 4    | 9     | 12    | 3     | 6   |
| Paese                  | Paese      | BEL   | HRV | FIN | GRC   | HUN | IRL   | NLD | NOR  | ROU   | SVN   | CHE   | TUR |
| Totale                 | Totale     | 245,5 | 178 | 248 | 307,5 | 265 | 224,5 | 278 | 290  | 282,5 | 200,5 | 251,5 | 329 |

### Risultati

#### Uomini
| Specialità | Oro                                                                | Prestazione | Argento                                                                           | Prestazione | Bronzo                                                                              | Prestazione |
| Corse piane |                                                                    |             |                                                                                   |             |                                                                                     |             |
| 100 metri | Jaysuma Saidy Ndure Norvegia                                       | 10"19       | Patrick van Luijk Paesi Bassi                                                     | 10"34       | Cédric Nabe Svizzera                                                                | 10"40       |
| 200 metri | Jaysuma Saidy Ndure Norvegia                                       | 20"32       | Jonathan Åstrand Finlandia                                                        | 20"50       | Jonathan Borlée Belgio                                                              | 20"56       |
| 400 metri | Kévin Borlée Belgio                                                | 45"61       | Marcell Deák-Nagy Ungheria                                                        | 46"01       | Serdar Tamac Turchia                                                                | 46"43       |
| 800 metri | Tamás Kazi Ungheria                                                | 1'50"76     | Wouter de Boer Paesi Bassi                                                        | 1'51"21     | Žan Rudolf Slovenia                                                                 | 1'51"37     |
| 1.500 metri | Kemal Koyuncu Turchia                                              | 4'01"51     | Andreas Dimitrakis Grecia                                                         | 4'01"64     | Thomas Solberg Eide Norvegia                                                        | 4'01"86     |
| 3.000 metri | Kemal Koyuncu Turchia                                              | 8'10"69     | Dennis Licht Paesi Bassi                                                          | 8'10"95     | Kim Ruell Belgio                                                                    | 8'10"96     |
| 5.000 metri | Mert Girmalegesse Turchia                                          | 14'00"97    | Sondre Nordstad Moen Norvegia                                                     | 14'03"25    | Philipp Bandi Svizzera                                                              | 14'05"50    |
| Corse a ostacoli |                                                                    |             |                                                                                   |             |                                                                                     |             |
| 3000 metri siepi | Halil Akkaş Turchia                                                | 8'45"01     | Jukka Keskisalo Finlandia                                                         | 8'45"73     | Bjørnar Ustad Kristensen Norvegia                                                   | 8'46"70     |
| 110 metri ostacoli | Gregory Sedoc Paesi Bassi                                          | 13"39       | Dániel Kiss Ungheria                                                              | 13"46       | Konstadinos Douvalidis Grecia                                                       | 13"51       |
| 400 metri ostacoli | Periklīs Iakōvakīs Grecia                                          | 50"26       | Michael Bultheel Belgio                                                           | 50"37       | Tibor Koroknai Ungheria                                                             | 51"28       |
| Staffette |                                                                    |             |                                                                                   |             |                                                                                     |             |
| Staffetta 4x100 m | Svizzera Cédric Nabe Alex Wilson Reto Schenkel Pascal Mancini      | 39"20       | Paesi Bassi Mike van Kruchten Giovanni Codrington Jerrel Feller Patrick van Luijk | 39"30       | Irlanda Jason Smyth Paul Hession Chris Russell Steven Colvert                       | 39"61       |
| Staffetta 4x400 m | Belgio Arnaud Destatte Antoine Gillet Jonathan Borlée Kévin Borlée | 3'01"59     | Turchia Ali Ekber Kaya Mehmet Güzel Yavuz Can Serdar Tamac                        | 3'05"32     | Grecia Dimitros Gravalos Mihail Dardaneliotis Sotirios Iakovakis Periklīs Iakōvakīs | 3'06"30     |
| Salti |                                                                    |             |                                                                                   |             |                                                                                     |             |
| Salto in alto | Dimitrios Chondrokoukis Grecia                                     | 2,32 m      | Rožle Prezelj Slovenia                                                            | 2,20 m      | Mihai Donisan RomaniaKouros Foroughi IrlandaOsku Torro Finlandia                    | 2,15 m      |
| Salto con l'asta | Konstadínos Filippídis Grecia                                      | 5,40 m      | Jansen Robbert Paesi Bassi                                                        | 5,15 m      | Andrej Poljanec Slovenia                                                            | 5,00 m      |
| Salto in lungo | Loúis Tsátoumas Grecia                                             | 7,90 m      | Roni Ollikainen Finlandia                                                         | 7,67 m      | Nicolas Stempnick Belgio                                                            | 7,58 m      |
| Salto triplo | Marian Oprea Romania                                               | 16,83 m     | Stavros Yeoryiou Grecia                                                           | 16,02 m     | Sindre Almsengen Norvegia                                                           | 15,57 m     |
| Lanci |                                                                    |             |                                                                                   |             |                                                                                     |             |
| Getto del peso | Lajos Kürthy Ungheria                                              | 19,02 m     | Mihaíl Stamatóyiannis Grecia                                                      | 18,79 m     | Marin Premeru Croazia                                                               | 18,64 m     |
| Lancio del disco | Róbert Fazekas Ungheria                                            | 62,31 m     | Mikko Kyyrö Finlandia                                                             | 62,09 m     | Ercüment Olgundeniz Turchia                                                         | 61,98 m     |
| Lancio del martello | Krisztián Pars Ungheria                                            | 80,14 m     | Eşref Apak Turchia                                                                | 74,20 m     | Elvind Henriksen Norvegia                                                           | 73,35 m     |
| Lancio del giavellotto | Ari Mannio Finlandia                                               | 81,24 m     | Fatih Avan Turchia                                                                | 77,31 m     | Matija Kranjc Slovenia                                                              | 75,94 m     |
| miglior prestazione mondiale under 20; miglior prestazione mondiale stagionale under 20; record europeo; miglior prestazione europea stagionale; record europeo under 20; record europeo stagionale under 20; record dei campionati; record nazionale; record nazionale under 20; record nazionale under 18; record personale; record personale stagionale. |                                                                    |             |                                                                                   |             |                                                                                     |             |

#### Donne
| Specialità | Oro                                                                  | Prestazione | Argento                                                              | Prestazione | Bronzo                                                                 | Prestazione                        |
| Corse piane |                                                                      |             |                                                                      |             |                                                                        |                                    |
| 100 metri | Ezinne Okparaebo Norvegia                                            | 11"48       | Andreea Ograzeanu Romania                                            | 11"55       | Dafne Schippers Paesi Bassi                                            | 11"57                              |
| 200 metri | Jamile Samuel Paesi Bassi                                            | 23"28       | Sabina Veit Slovenia                                                 | 23"41       | Ezinne Okparaebo Norvegia                                              | 23"43                              |
| 400 metri | Bianca Razor Romania                                                 | 52"56       | Pinar Saka Turchia                                                   | 52"73       | Agni Derveni Grecia                                                    | 53"13                              |
| 800 metri | Yeliz Kurt Turchia                                                   | 2'01"95     | Yvonne Hak Paesi Bassi                                               | 2'02"33     | Eleni Filandra Grecia                                                  | 2'02"50                            |
| 1.500 metri | Ingvill Måkestad Bovim Norvegia                                      | 4'25"92     | Johanna Lehtinen Finlandia                                           | 4'26"05     | Sultan Haydar Turchia                                                  | 4'26"50                            |
| 3.000 metri | Sultan Haydar Turchia                                                | 9'11"60     | Sabine Fischer Svizzera                                              | 9'12"94     | Sigrid Vanden Bempt Belgio                                             | 9'13"54                            |
| 5.000 metri | Alemitu Bekele Turchia                                               | 15'37"15    | Fionnuala Britton Irlanda                                            | 15'37"78    | Karoline Bjerkeli Grøvdal Norvegia                                     | 15'44"92                           |
| Corse a ostacoli |                                                                      |             |                                                                      |             |                                                                        |                                    |
| 3000 metri siepi | Binnaz Uslu Turchia                                                  | 9'40"29     | Karoline Bjerkeli Grøvdal Norvegia                                   | 9'46"07     | Cristina Casandra Romania                                              | 9'50"73                            |
| 100 metri ostacoli | Christina Vukicevic Norvegia                                         | 12"87       | Lisa Urech Svizzera                                                  | 12"90       | Marina Tomić Slovenia                                                  | 13"10                              |
| 400 metri ostacoli | Élodie Ouédraogo Belgio                                              | 55"74       | Stine Tomb Norvegia                                                  | 56"38       | Birsen Engin Turchia                                                   | 56"50                              |
| Staffette |                                                                      |             |                                                                      |             |                                                                        |                                    |
| Staffetta 4x100 m | Paesi Bassi Dafne Schippers Anouk Hagne Kadene Vassell Jamile Samuel | 43"90       | Belgio Justine Desondre Hanna Mariën Élodie Ouédraogo Anne Zagré     | 44"49       | Svizzera Mujinga Kambundji Jacqueline Gasser Clelia Reuse Lea Sprunger | 44"50                              |
| Staffetta 4x400 m | Turchia Birsen Engin Merve Aydın Meliz Redif Pınar Saka              | 3'29"40     | Irlanda Joanne Cuddihy Marian Heffernan Claire Bergin Michelle Carey | 3'31"25     | Romania Adelina Pastor Mihaela Nunu Sanda Belgyan Bianca Razor         | 3'33"96                            |
| Salti |                                                                      |             |                                                                      |             |                                                                        |                                    |
| Salto in alto | Ana Šimić Croazia                                                    | 1,92 m      | Esthera Petre Romania Tonje Angelsen Norvegia                        | 1,89 m      | Non assegnata per ex aequo argento                                     | Non assegnata per ex aequo argento |
| Salto con l'asta | Nikolía Kiriakopoúlou Grecia                                         | 4,30 m      | Nicole Büchler Svizzera                                              | 4,15 m      | Cathrine Larsåsen Norvegia                                             | 4,15 m                             |
| Salto in lungo | Viorica Tigau Romania                                                | 6,50 m      | Irene Pusterla Svizzera                                              | 6,50 m      | Nina Kolarič Slovenia                                                  | 6,40 m                             |
| Salto triplo | Paraskeuī Papachristou Grecia                                        | 14,09 m     | Adelina Gavrilă Romania                                              | 13,87 m     | Snežana Rodič Slovenia                                                 | 13,56 m                            |
| Lanci |                                                                      |             |                                                                      |             |                                                                        |                                    |
| Getto del peso | Melissa Boekelman Paesi Bassi                                        | 17,62 m     | Anita Márton Ungheria                                                | 16,82 m     | Nilgün Öztürk Turchia                                                  | 14,93 m                            |
| Lancio del disco | Nicoleta Grasu Romania                                               | 60,85 m     | Monique Jansen Paesi Bassi                                           | 57,87 m     | Tanja Komulainen Finlandia                                             | 55,06 m                            |
| Lancio del martello | Bianca Perie Romania                                                 | 70,37 m     | Merja Korpela Finlandia                                              | 68,68 m     | Alexandra Papageorgiou Grecia                                          | 64,13 m                            |
| Lancio del giavellotto | Martina Ratej Slovenia                                               | 61,53 m     | Sanni Utriainen Finlandia                                            | 57,46 m     | Savva Lika Grecia                                                      | 57,02 m                            |
| miglior prestazione mondiale under 20; miglior prestazione mondiale stagionale under 20; record europeo; miglior prestazione europea stagionale; record europeo under 20; record europeo stagionale under 20; record dei campionati; record nazionale; record nazionale under 20; record nazionale under 18; record personale; record personale stagionale. |                                                                      |             |                                                                      |             |                                                                        |                                    |

## Second League

### Classifica
| Pos. | Nazione    | Punti | Note                       |
| ---- | ---------- | ----- | -------------------------- |
| 1    | Estonia    | 218   | Promosse in First League   |
| 2    | Bulgaria   | 215,5 | Promosse in First League   |
| 3    | Serbia     | 188,5 |                            |
| 4    | Lituania   | 185   |                            |
| 5    | Danimarca  | 175   |                            |
| 6    | Austria    | 172   |                            |
| 7    | Lettonia   | 147   | Retrocesse in Third League |
| 8    | Slovacchia | 134,5 | Retrocesse in Third League |

### Tabella punti
| Specialità             | Specialità | AUT | BGR   | DNK | EST | LVA | LTU | SRB   | SVK   |
| ---------------------- | ---------- | --- | ----- | --- | --- | --- | --- | ----- | ----- |
| 100 metri              | Uomini     | 2   | 6     | 4   | 1   | 7   | 8   | 5     | 3     |
| 100 metri              | Donne      | 5   | 8     | 3   | 6   | 2   | 7   | 4     | 1     |
| 200 metri              | Uomini     | 4   | 7     | 2   | 8   | 5   | 6   | 1     | 3     |
| 200 metri              | Donne      | 6   | 8     | 7   | 2   | 4   | 5   | 1     | 3     |
| 400 metri              | Uomini     | 3   | 8     | 6   | 7   | 5   | 4   | 2     | 1     |
| 400 metri              | Donne      | 3   | 8     | 1   | 7   | 2   | 6   | 4     | 5     |
| 800 metri              | Uomini     | 8   | 1     | 7   | 4   | 3   | 6   | 5     | 2     |
| 800 metri              | Donne      | 5   | 6     | 1   | 2   | 3   | 7   | 4     | 8     |
| 1.500 metri            | Uomini     | 4   | 1     | 5   | 7   | 2   | 3   | 8     | 6     |
| 1.500 metri            | Donne      | 7   | 3     | 1   | 4   | 6   | 2   | 8     | 5     |
| 3.000 metri            | Uomini     | 5   | 4     | 7   | 8   | 3   | 1   | 6     | 2     |
| 3.000 metri            | Donne      | 8   | 7     | 3   | 6   | 4   | 5   | 2     | 1     |
| 5.000 metri            | Uomini     | 4   | 3     | 8   | 6   | 5   | 2   | 7     | 1     |
| 5.000 metri            | Donne      | 2   | 6     | 5   | 7   | 3   | 4   | 8     | 1     |
| 3.000 metri siepi      | Uomini     | 5   | 6     | 3   | 8   | 2   | 7   | 4     | 1     |
| 3.000 metri siepi      | Donne      | 4   | 6     | 5   | 8   | 3   | 2   | 7     | 1     |
| 110/100 metri ostacoli | Uomini     | 4   | 5     | 6   | 1   | 2   | 7   | 3     | 8     |
| 110/100 metri ostacoli | Donne      | 7   | 2     | 1   | 6   | 5   | 8   | 4     | 3     |
| 400 metri ostacoli     | Uomini     | 4   | 6     | 5   | 7   | 3   | 2   | 8     | 1     |
| 400 metri ostacoli     | Donne      | 5   | 8     | 7   | 4   | 3   | 1   | 6     | 2     |
| Staffetta 4×100 metri  | Uomini     | 6   | 4     | 8   | 7   | 1   | 5   | 3     | 2     |
| Staffetta 4×100 metri  | Donne      | 6   | 8     | 1   | 4   | 2   | 7   | 3     | 5     |
| Staffetta 4×400 metri  | Uomini     | 4   | 6     | 7   | 8   | 2   | 3   | 5     | 1     |
| Staffetta 4×400 metri  | Donne      | 4   | 8     | 3   | 7   | 1   | 6   | 5     | 2     |
| Salto in alto          | Uomini     | 1   | 8     | 2   | 6   | 3   | 7   | 4     | 5     |
| Salto in alto          | Donne      | 4   | 8     | 1   | 5   | 6   | 7   | 3     | 2     |
| Salto con l'asta       | Uomini     | 2   | 7     | 5,5 | 5,5 | 8   | 0   | 3,5   | 3,5   |
| Salto con l'asta       | Donne      | 6   | 4,5   | 8   | 4,5 | 1   | 2   | 7     | 3     |
| Salto in lungo         | Uomini     | 5   | 6     | 7   | 4   | 3   | 8   | 2     | 1     |
| Salto in lungo         | Donne      | 1   | 2     | 4   | 3   | 7   | 5   | 8     | 6     |
| Salto triplo           | Uomini     | 2   | 5     | 8   | 7   | 4   | 6   | 3     | 1     |
| Salto triplo           | Donne      | 3   | 7     | 1   | 6   | 2   | 4   | 5     | 8     |
| Getto del peso         | Uomini     | 2   | 1     | 6   | 4   | 8   | 3   | 7     | 5     |
| Getto del peso         | Donne      | 2   | 7     | 4   | 6   | 1   | 8   | 5     | 3     |
| Lancio del disco       | Uomini     | 6   | 5     | 1   | 8   | 2   | 7   | 4     | 3     |
| Lancio del disco       | Donne      | 4   | 3     | 5   | 7   | 2   | 0   | 8     | 6     |
| Lancio del martello    | Uomini     | 4   | 6     | 5   | 3   | 7   | 2   | 1     | 8     |
| Lancio del martello    | Donne      | 7   | 3     | 5   | 4   | 1   | 2   | 6     | 8     |
| Lancio del giavellotto | Uomini     | 2   | 7     | 6   | 8   | 6   | 3   | 4     | 1     |
| Lancio del giavellotto | Donne      | 6   | 2     | 1   | 4   | 8   | 7   | 5     | 3     |
| Paese                  | Paese      | AUT | BGR   | DNK | EST | LVA | LTU | SRB   | SVK   |
| Totale                 | Totale     | 172 | 215,5 | 175 | 218 | 147 | 185 | 188,5 | 134,5 |

### Risultati

#### Uomini
| Specialità | Oro                                                                    | Prestazione | Argento                                                               | Prestazione | Bronzo                                                                               | Prestazione |
| Corse piane |                                                                        |             |                                                                       |             |                                                                                      |             |
| 100 metri | Rytis Sakalauskas Lituania                                             | 10"34       | Elvijs Misāns Lettonia                                                | 10"51       | Petăr Kremenski Bulgaria                                                             | 10"50       |
| 200 metri | Marek Niit Estonia                                                     | 20"75       | Petar Kremenski Bulgaria                                              | 21"07       | Martynas Jurgilas Lituania                                                           | 21"16       |
| 400 metri | Krasimir Braikov Bulgaria                                              | 46"36       | Marek Niit Estonia                                                    | 46"50       | Nick Ekelund-Arenander Danimarca                                                     | 47"34       |
| 800 metri | Andreas Vojta Austria                                                  | 1'50"29     | Andreas Bube Danimarca                                                | 1'50"37     | Vitalij Kozlov Lituania                                                              | 1'50"74     |
| 1.500 metri | Goran Nava Serbia                                                      | 3'44"49     | Morten Toft Munkholm Danimarca                                        | 3'45"47     | Jozef Pelikán Slovacchia                                                             | 3'45"85     |
| 3.000 metri | Tiidrek Nurme Estonia                                                  | 8'22"81     | Andreas Bueno Danimarca                                               | 8'22"99     | Mirko Petrović Serbia                                                                | 8'23"77     |
| 5.000 metri | Jakob Hannibal Danimarca                                               | 14'25"94    | Mirko Petrović Serbia                                                 | 14'27"83    | Sergei Terepannikov Estonia                                                          | 14'32"23    |
| Corse a ostacoli |                                                                        |             |                                                                       |             |                                                                                      |             |
| 3000 metri siepi | Kaur Kivistik Estonia                                                  | 8'56"84     | Justinas Beržanskis Lituania                                          | 8'57"46     | Mitko Cenov Bulgaria                                                                 | 9'01"52     |
| 110 metri ostacoli | Viliam Papšo Slovacchia                                                | 14"16       | Mantas Šilkauskas Lituania                                            | 14"17       | Andreas Martinsen Danimarca                                                          | 14"31       |
| 400 metri ostacoli | Emir Bekrić Serbia                                                     | 50"35       | Rasmus Mägi Estonia                                                   | 51"17       | Lazar Katučev Bulgaria                                                               | 51"95       |
| Staffette |                                                                        |             |                                                                       |             |                                                                                      |             |
| Staffetta 4x100 m | Danimarca Andreas Trajkovski Jesper Simonsen Mike Kalisz Morten Jensen | 39"71       | Estonia Rasmus Rooks Richard Pulst Markus Ellisaar Marek Niit         | 40"23       | Austria Benjamin Grill Ekemini Bassey Dominik Distelberger Bernhard Chudarek         | 40"23       |
| Staffetta 4x400 m | Estonia Kristjan Kangur Marek Niit Rivar Tipp Rasmus Mägi              | 3'08"16     | Danimarca Jacob Riis Andreas Bube Nicklas Hyde Nick Ekelund-Arenander | 3'09"27     | Bulgaria Georgi Kirillov Georgiev Radoslav Stefanov Petăr Kremenski Krasimir Braikov | 3'10"67     |
| Salti |                                                                        |             |                                                                       |             |                                                                                      |             |
| Salto in alto | Viktor Ninov Bulgaria                                                  | 2,28 m      | Raivydas Stanys Lituania                                              | 2,18 m      | Karl Lumi Estonia                                                                    | 2,14 m      |
| Salto con l'asta | Mareks Arents Lettonia                                                 | 5,30 m      | Spas Buhalov Bulgaria                                                 | 5,15 m      | Veiko Kriisk Estonia                                                                 | 4,92 m      |
| Salto in lungo | Povilas Mykolaitis Lituania                                            | 8,03 m      | Morten Jensen Danimarca                                               | 8,01 m      | Nikolaj Atanasov Bulgaria                                                            | 7,71 m      |
| Salto triplo | Anders Møller Danimarca                                                | 16,15 m     | Igor Sjunin Estonia                                                   | 16,04 m     | Mantas Dilys Lituania                                                                | 15,95 m     |
| Lanci |                                                                        |             |                                                                       |             |                                                                                      |             |
| Getto del peso | Māris Urtāns Lettonia                                                  | 20,31 m     | Asmir Kolašinac Serbia                                                | 20,09 m     | Kim Christensen Danimarca                                                            | 18,79 m     |
| Lancio del disco | Märt Israel Estonia                                                    | 62,91 m     | Aleksas Abromavičius Lituania                                         | 59,91 m     | Gerhard Mayer Austria                                                                | 59,90 m     |
| Lancio del martello | Libor Charfreitag Slovacchia                                           | 77,69 m     | Ainārs Vaičulēns Lettonia                                             | 70,99 m     | Torben Wolf Danimarca                                                                | 62,48 m     |
| Lancio del giavellotto | Risto Mätas Estonia                                                    | 79,55 m     | Kolio Nešev Bulgaria                                                  | 72,13 m     | Ansis Bruns Lettonia                                                                 | 71,73 m     |
| miglior prestazione mondiale under 20; miglior prestazione mondiale stagionale under 20; record europeo; miglior prestazione europea stagionale; record europeo under 20; record europeo stagionale under 20; record dei campionati; record nazionale; record nazionale under 20; record nazionale under 18; record personale; record personale stagionale. |                                                                        |             |                                                                       |             |                                                                                      |             |

#### Donne
| Specialità | Oro                                                                          | Prestazione | Argento                                                                       | Prestazione | Bronzo                                                                             | Prestazione |
| Corse piane |                                                                              |             |                                                                               |             |                                                                                    |             |
| 100 metri | Ivet Lalova Bulgaria                                                         | 11"20       | Lina Grinčikaitė Lituania                                                     | 11"58       | Grit Šadeiko Estonia                                                               | 11"81       |
| 200 metri | Ivet Lalova Bulgaria                                                         | 23"71       | Anna Olsson Danimarca                                                         | 24"87       | Doris Roser Austria                                                                | 25"02       |
| 400 metri | Vania Stambolova Bulgaria                                                    | 50"98       | Maris Mägi Estonia                                                            | 52"51       | Agnė Orlauskaitė Lituania                                                          | 53"31       |
| 800 metri | Lucia Klocová Slovacchia                                                     | 2'02"24     | Eglė Balčiūnaitė Lituania                                                     | 2'02"83     | Teodora Kolarova Bulgaria                                                          | 2'03"58     |
| 1.500 metri | Marina Muncan Serbia                                                         | 4'19"28     | Jennifer Wenth Austria                                                        | 4'22"49     | Agatha Strausa Lettonia                                                            | 4'24"49     |
| 3.000 metri | Jennifer Wenth Austria                                                       | 9'31"57     | Daniela Jordanova Bulgaria                                                    | 9'38"49     | Laura Suur Estonia                                                                 | 9'40"54     |
| 5.000 metri | Ana Subotić Serbia                                                           | 16'32"61    | Jekaterina Patjuk Estonia                                                     | 16'33"33    | Silvia Danekova Bulgaria                                                           | 16'36"79    |
| Corse a ostacoli |                                                                              |             |                                                                               |             |                                                                                    |             |
| 3000 metri siepi | Jekaterina Patjuk Estonia                                                    | 10'04"15    | Ana Subotić Serbia                                                            | 10'15"18    | Silvia Danekova Bulgaria                                                           | 10'21"59    |
| 100 metri ostacoli | Sonata Tamošaitytė Lituania                                                  | 13"17       | Beate Schrott Austria                                                         | 13"32       | Grit Šadeiko Estonia                                                               | 13"63       |
| 400 metri ostacoli | Vania Stambolova Bulgaria                                                    | 53"70       | Sara Petersen Danimarca                                                       | 57"52       | Mila Andrić Serbia                                                                 | 59"47       |
| Staffette |                                                                              |             |                                                                               |             |                                                                                    |             |
| Staffetta 4x100 m | Bulgaria Inna Eftimova Monika Gačevska Galina Nikolova Ivet Lalova           | 44"59       | Lituania Silva Pesackaitė Agnė Šerkšnienė Sonata Tamošaitytė Lina Grinčikaitė | 44"67       | Austria Marina Kraushofer Victoria Schreibeis Beate Schrott Doris Röser            | 45"52       |
| Staffetta 4x400 m | Bulgaria Vania Stambolova Monika Gačevska Teodora Kolarova Violeta Metodieva | 3'37"10     | Estonia Dane Must Maria Leosk Hege Mardiste Maris Mägi                        | 3'40"62     | Lituania Kristina Jasinskaitė Eglė Balčiūnaitė Aina Valatkevičiūtė Agnė Šerkšnienė | 3'40"74     |
| Salti |                                                                              |             |                                                                               |             |                                                                                    |             |
| Salto in alto | Venelina Veneva-Mateeva Bulgaria                                             | 1,91 m      | Airinė Palšytė Lituania                                                       | 1,89 m      | Natllija Cakova Lettonia                                                           | 1,86 m      |
| Salto con l'asta | Caroline Bonde Holm Danimarca                                                | 4,20 m      | Jelena Radinovic-Savic Serbia                                                 | 4,05 m      | Daniela Hoolwarth Austria                                                          | 4,00 m      |
| Salto in lungo | Ivana Španović Serbia                                                        | 6,58 m      | Lauma Grīva Lettonia                                                          | 6,42 m      | Renata Medgyesova Slovacchia                                                       | 6,27 m      |
| Salto triplo | Dana Velďáková Slovacchia                                                    | 13,89 m     | Andriana Banova Bulgaria                                                      | 13,81 m     | Veera Baranova Estonia                                                             | 13,64 m     |
| Lanci |                                                                              |             |                                                                               |             |                                                                                    |             |
| Getto del peso | Austra Skujytė Lituania                                                      | 16,39 m     | Radoslava Mavrodieva Bulgaria                                                 | 16,25 m     | Linda Treiel Estonia                                                               | 14,95 m     |
| Lancio del disco | Dragana Tomašević Serbia                                                     | 60,57 m     | Eha Rünne Estonia                                                             | 48,91 m     | Ivona Tomanová Slovacchia                                                          | 47,46 m     |
| Lancio del martello | Martina Hrašnová Slovacchia                                                  | 68,09 m     | Julia Siart Austria                                                           | 56,92 m     | Sara Savatović Serbia                                                              | 54,96 m     |
| Lancio del giavellotto | Madara Palameika Lettonia                                                    | 63,46 m     | Indrė Jakubaitytė Lituania                                                    | 58,86 m     | Elisabeth Eberl Austria                                                            | 52,90 m     |
| miglior prestazione mondiale under 20; miglior prestazione mondiale stagionale under 20; record europeo; miglior prestazione europea stagionale; record europeo under 20; record europeo stagionale under 20; record dei campionati; record nazionale; record nazionale under 20; record nazionale under 18; record personale; record personale stagionale. |                                                                              |             |                                                                               |             |                                                                                    |             |

## Third League

### Classifica
| Pos. | Nazione              | Punti | Note                      |
| ---- | -------------------- | ----- | ------------------------- |
| 1    | Israele              | 490   | Promosse in Second League |
| 2    | Cipro                | 469   | Promosse in Second League |
| 3    | Moldavia             | 440   |                           |
| 4    | Islanda              | 411   |                           |
| 5    | Bosnia ed Erzegovina | 390   |                           |
| 6    | Azerbaigian          | 377   |                           |
| 7    | Armenia              | 341   |                           |
| 8    | Lussemburgo          | 335   |                           |
| 9    | Malta                | 270   |                           |
| 10   | Montenegro           | 266   |                           |
| 11   | Macedonia            | 233   |                           |
| 12   | AASSE                | 178   |                           |
| 13   | Andorra              | 174   |                           |
| 14   | Georgia              | 144   |                           |
| 15   | Albania              | 93    |                           |

### Tabella punti
| Specialità             | Specialità | AAS | ALB | AND | ARM | AZE | BIH | CYP | GEO | ISL | ISR | LUX | MKD 1995-2019 | MLT | MDA | MNE |
| ---------------------- | ---------- | --- | --- | --- | --- | --- | --- | --- | --- | --- | --- | --- | ------------- | --- | --- | --- |
| 100 metri              | Uomini     | 5   | 3   | 2   | 9   | 15  | 11  | 13  | 6   | 8   | 14  | 1   | 7             | 4   | 12  | 10  |
| 100 metri              | Donne      | 9   | 7   | 2   | 8   | 6   | 10  | 15  | –   | 11  | 14  | 5   | 12            | 13  | 4   | 3   |
| 200 metri              | Uomini     | 2   | 3   | 4   | 5   | 15  | 6   | 13  | 12  | 9   | 14  | 1   | 10            | 7   | 11  | 8   |
| 200 metri              | Donne      | 7   | 0   | 3   | 9   | 5   | 8   | 14  | –   | 12  | 15  | 6   | 10            | 13  | 11  | 4   |
| 400 metri              | Uomini     | 2   | 3   | 1   | 10  | 15  | 7   | 12  | 14  | 11  | 8   | 6   | 9             | 5   | 13  | 4   |
| 400 metri              | Donne      | 9   | –   | 4   | 15  | 7   | 12  | 6   | –   | 13  | 11  | 5   | 8             | 10  | 14  | 3   |
| 800 metri              | Uomini     | 3   | –   | 4   | 8   | 13  | 14  | 11  | –   | 12  | 15  | 10  | 7             | 6   | 9   | 5   |
| 800 metri              | Donne      | –   | –   | 5   | 11  | 8   | 13  | 14  | –   | 9   | 12  | 10  | 4             | 7   | 15  | 6   |
| 1.500 metri            | Uomini     | 3   | 7   | 5   | 11  | 12  | 10  | 14  | –   | 8   | 13  | 9   | 2             | 6   | 15  | 4   |
| 1.500 metri            | Donne      | –   | 15  | 6   | 9   | 7   | 13  | 14  | –   | 4   | 11  | 12  | 5             | 10  | –   | 8   |
| 3.000 metri            | Uomini     | 4   | –   | 11  | 10  | 12  | 7   | 15  | –   | 13  | 9   | 14  | 3             | 6   | 8   | 5   |
| 3.000 metri            | Donne      | 5   | –   | 3   | 8   | 12  | 14  | 10  | –   | 7   | 11  | 6   | 4             | 9   | 13  | 15  |
| 5.000 metri            | Uomini     | 6   | –   | 12  | 11  | 14  | 9   | 8   | –   | 13  | 15  | 10  | 3             | 5   | 7   | 4   |
| 5.000 metri            | Donne      | 6   | –   | 4   | 7   | 15  | 13  | 10  | –   | 8   | 12  | 9   | 5             | 11  | –   | 14  |
| 3.000 metri siepi      | Uomini     | –   | –   | 11  | 13  | 10  | 9   | 7   | –   | 8   | 14  | 12  | 5             | 4   | 15  | 6   |
| 3.000 metri siepi      | Donne      | –   | 14  | –   | –   | 15  | 13  | 10  | –   | 9   | 11  | 7   | 5             | 6   | 12  | 8   |
| 110/100 metri ostacoli | Uomini     | 7   | –   | 5   | 8   | 15  | 13  | 11  | –   | 3   | 12  | 14  | 6             | 4   | 9   | 10  |
| 110/100 metri ostacoli | Donne      | 9   | –   | 5   | 13  | 4   | 14  | 15  | 11  | 12  | 0   | 10  | 6             | –   | 7   | 8   |
| 400 metri ostacoli     | Uomini     | 7   | –   | 6   | 10  | 15  | 11  | 14  | –   | 13  | 12  | 0   | 8             | 5   | 0   | 9   |
| 400 metri ostacoli     | Donne      | –   | –   | 5   | 15  | 8   | 10  | 9   | –   | 11  | 14  | 12  | 6             | –   | 13  | 7   |
| Staffetta 4×100 metri  | Uomini     | 7   | 0   | 6   | 0   | 15  | 0   | 13  | –   | 0   | 14  | 8   | 10            | 11  | 12  | 9   |
| Staffetta 4×100 metri  | Donne      | 4   | –   | 3   | 11  | 8   | 9   | 12  | –   | 14  | 15  | 7   | 6             | 13  | 10  | 5   |
| Staffetta 4×400 metri  | Uomini     | 3   | 7   | 2   | 6   | 15  | 13  | 11  | –   | 10  | 14  | 9   | 4             | 8   | 12  | 5   |
| Staffetta 4×400 metri  | Donne      | –   | –   | 5   | 13  | 7   | 11  | 9   | –   | 14  | 12  | 10  | 6             | 8   | 15  | 0   |
| Salto in alto          | Uomini     | 8   | –   | 3   | 0   | 11  | 6   | 10  | 13  | 7   | 15  | 12  | 9             | 4   | 14  | 5   |
| Salto in alto          | Donne      | 7   | –   | 6   | 4   | 3   | 12  | 13  | –   | 8   | 15  | 11  | 10            | 9   | 5   | 14  |
| Salto con l'asta       | Uomini     | 10  | –   | 9   | –   | 0   | –   | 14  | –   | 13  | 15  | 11  | –             | 8   | 12  | 7   |
| Salto con l'asta       | Donne      | 12  | –   | 8   | –   | 11  | –   | 0   | –   | 10  | 15  | 14  | –             | 9   | 13  | –   |
| Salto in lungo         | Uomini     | 7   | 0   | 0   | 15  | 10  | 6   | 11  | 12  | 14  | 9   | 3   | 4             | 8   | 13  | 5   |
| Salto in lungo         | Donne      | 7   | 3   | 1   | 12  | 6   | 8   | 13  | 9   | 14  | 15  | 4   | 2             | 11  | 10  | 5   |
| Salto triplo           | Uomini     | 7   | 10  | 1   | 5   | 12  | 6   | 13  | 11  | 9   | 14  | 4   | 8             | 3   | 15  | 2   |
| Salto triplo           | Donne      | –   | –   | 4   | 14  | 7   | 11  | 13  | –   | 8   | 12  | 9   | 10            | 6   | 15  | 5   |
| Getto del peso         | Uomini     | 1   | 9   | 2   | 6   | 5   | 14  | 11  | 12  | 13  | 7   | 10  | 4             | 3   | 15  | 8   |
| Getto del peso         | Donne      | 3   | –   | 2   | 9   | 5   | 11  | 14  | 10  | 13  | 15  | 8   | 4             | 6   | 12  | 7   |
| Lancio del disco       | Uomini     | 3   | –   | 2   | 7   | 4   | 12  | 15  | 9   | 10  | 11  | 8   | 6             | 5   | 14  | 13  |
| Lancio del disco       | Donne      | 3   | –   | 2   | 9   | 10  | 12  | 14  | 11  | 8   | 13  | 5   | 4             | 6   | –   | 7   |
| Lancio del martello    | Uomini     | 1   | 12  | 6   | 4   | 15  | 8   | 11  | 10  | 13  | 9   | 7   | 2             | 3   | 14  | 5   |
| Lancio del martello    | Donne      | 3   | –   | 6   | 9   | 4   | 13  | 14  | 0   | 11  | 12  | 10  | 5             | 8   | 15  | 7   |
| Lancio del giavellotto | Uomini     | 2   | –   | 4   | 14  | 6   | 13  | 10  | 3   | 12  | 11  | 15  | 8             | 5   | 9   | 7   |
| Lancio del giavellotto | Donne      | 6   | –   | 4   | 13  | 0   | 8   | 14  | –   | 15  | 10  | 11  | 7             | 5   | 12  | 9   |
| Paese                  | Paese      | AAS | ALB | AND | ARM | AZE | BIH | CYP | GEO | ISL | ISR | LUX | MKD 1995-2019 | MLT | MDA | MNE |
| Totale                 | Totale     | 178 | 93  | 174 | 341 | 377 | 390 | 469 | 144 | 411 | 490 | 335 | 233           | 270 | 440 | 266 |

### Risultati

#### Uomini
| Specialità | Oro                                                                         | Prestazione | Argento                                                           | Prestazione | Bronzo                                                                            | Prestazione |
| Corse piane |                                                                             |             |                                                                   |             |                                                                                   |             |
| 100 metri | Ruslan Abbasov Azerbaigian                                                  | 10"22       | Dmitriy Glushchenko Israele                                       | 10"48       | Panayiotis Ioannou Cipro                                                          | 10"52       |
| 200 metri | Ruslan Abbasov Azerbaigian                                                  | 20"99       | Dmitriy Glushchenko Israele                                       | 21"17       | Anthos Christofides Cipro                                                         | 21"70       |
| 400 metri | Hakim Ibrahimov Azerbaigian                                                 | 47"76       | Endrik Zilbershtein Georgia                                       | 47"81       | Andrei Daranuta Moldavia                                                          | 48"82       |
| 800 metri | Dustin Emrani Israele                                                       | 1'50"84     | Dusan Babic Bosnia ed Erzegovina                                  | 1'51"15     | Anar Yusifov Azerbaigian                                                          | 1'51"53     |
| 1.500 metri | Ion Luchianov Moldavia                                                      | 3'50"39     | Christos Dimitriou Cipro                                          | 3'50"62     | Getahon Yemar Israele                                                             | 3'51"18     |
| 3.000 metri | Amine Khadiri Cipro                                                         | 8'19"68     | Pol Mellina Lussemburgo                                           | 8'20"16     | Kári Steinn Karlsson Islanda                                                      | 8'21"17     |
| 5.000 metri | Moges Tesseme Israele                                                       | 14'05"55    | Tilahun Aliyev Azerbaigian                                        | 14'23"43    | Kári Steinn Karlsson Islanda                                                      | 14'29"49    |
| Corse a ostacoli |                                                                             |             |                                                                   |             |                                                                                   |             |
| 3000 metri siepi | Ion Luchianov Moldavia                                                      | 8'54"70     | Noam Ne'Eman Israele                                              | 9'09"22     | Ashot Hayrapetyan Armenia                                                         | 9'10"03     |
| 110 metri ostacoli | Rahib Mammadov Azerbaigian                                                  | 14"20       | Claude Godart Lussemburgo                                         | 14"30       | Adnan Malkić Bosnia ed Erzegovina                                                 | 14"55       |
| 400 metri ostacoli | Alexei Cravcenko Moldavia                                                   | 51"86       | Ibrahim Ahmadov Azerbaigian                                       | 52"30       | Minas Alozidis Cipro                                                              | 52"53       |
| Staffette |                                                                             |             |                                                                   |             |                                                                                   |             |
| Staffetta 4x100 m | Azerbaigian Rahib Mammadov Vugar Mehdiyev Ruslan Abbasov Valentin Bulychov  | 40"91       | Israele Micky Bar-Yeoshua Dmitriy Glushchenko Asaf Malka Ram Mor  | 40"94       | Cipro Kyriakos Antoniou Anthos Kristofides Panayiotis Ioannou Vasilios Polycarpou | 41"37       |
| Staffetta 4x400 m | Azerbaigian Arif Abbasov Ibrahim Akhmedov Valentin Bulychov Hakim Ibrahimov | 3'13"71     | Israele Yuriy Bichman German Florentz Yuriy Shapsai Dustin Emrani | 3'16"30     | Bosnia ed Erzegovina Saša Kecman Amel Tuka Dušan Babić Ilija Cvijetić             | 3'17"16     |
| Salti |                                                                             |             |                                                                   |             |                                                                                   |             |
| Salto in alto | Dmitriy Kroyter Israele                                                     | 2,18 m      | Radu Tucan Moldavia                                               | 2,18 m      | Zurabi Gogotchuri Georgia                                                         | 2,05 m      |
| Salto con l'asta | Yevgeniy Olhovskiy Israele                                                  | 5,05 m      | Nikandros Stylianou Cipro                                         | 5,00 m      | Bjarki Gíslason Islanda                                                           | 4,80 m      |
| Salto in lungo | Vardan Pahlevanyan Armenia                                                  | 7,90 m      | Kristinn Torfason Islanda                                         | 7,78 m      | Alexandru Cuharenco Moldavia                                                      | 7,52 m      |
| Salto triplo | Vladimir Letnicov Moldavia                                                  | 16,07 m     | Yochai Halevi Israele                                             | 16,05 m     | Zacharias Arnos Cipro                                                             | 15,79 m     |
| Lanci |                                                                             |             |                                                                   |             |                                                                                   |             |
| Getto del peso | Ivan Emilianov Moldavia                                                     | 19,41 m     | Kemal Mešić Bosnia ed Erzegovina                                  | 19,25 m     | Ódinn Björn Thorsteinsson Islanda                                                 | 18,75 m     |
| Lancio del disco | Apostolos Parellīs Cipro                                                    | 58,27 m     | Vadim Hranovschi Moldavia                                         | 56,62 m     | Danijel Furtula Montenegro                                                        | 53,97 m     |
| Lancio del martello | Dzmitry Marshin Azerbaigian                                                 | 71,10 m     | Roman Rozna Moldavia                                              | 70,18 m     | Bergur Ingi Pétursson Islanda                                                     | 66,79 m     |
| Lancio del giavellotto | Antoine Wagner Lussemburgo                                                  | 71,69 m     | Melik Janoyan Armenia                                             | 70,41 m     | Dejan Mileusnić Bosnia ed Erzegovina                                              | 69,71 m     |
| record mondiale; record mondiale stagionale; record europeo; record europeo stagionale; record dei campionati; record nazionale; record personale; record personale stagionale. |                                                                             |             |                                                                   |             |                                                                                   |             |

#### Donne
| Specialità | Oro                                                                  | Prestazione | Argento                                                                                                 | Prestazione | Bronzo                                                                     | Prestazione |
| Corse piane |                                                                      |             | |             |                                                                            |             |
| 100 metri | Ramona Papaioannou Cipro                                             | 11"88       | Olga Lenskiy Israele                                                                                    | 11"96       | Diane Borg Malta                                                           | 11"99       |
| 200 metri | Olga Lenskiy Israele                                                 | 24"26       | Ramona Papaioannou Cipro                                                                                | 24"48       | Diane Borg Malta                                                           | 24"74       |
| 400 metri | Amalia Sharoyan Armenia                                              | 54"98       | Olesea Cojuhari Moldavia                                                                                | 55"81       | Fjóla Signý Hannesdóttir Islanda                                           | 57"52       |
| 800 metri | Elena Popescu Moldavia                                               | 2'10"09     | Meropi Panagiotou Cipro                                                                                 | 2'11"61     | Selma Zrnic Bosnia ed Erzegovina                                           | 2'12"07     |
| 1.500 metri | Luiza Gega Albania                                                   | 4'19"50     | Meropi Panagiotou Cipro                                                                                 | 4'30"30     | Biljana Cvijanović Bosnia ed Erzegovina                                    | 4'33"71     |
| 3.000 metri | Slađana Perunović Montenegro                                         | 9'34"24     | Lucia Kimani Bosnia ed Erzegovina                                                                       | 9'37"85     | Natalia Cerches Moldavia                                                   | 9'38"86     |
| 5.000 metri | Gezashign Safarova Azerbaigian                                       | 16'14"92    | Slađana Perunović Montenegro                                                                            | 16'25"91    | Lucia Kamani Bosnia ed Erzegovina                                          | 16'51"15    |
| Corse a ostacoli |                                                                      |             | |             |                                                                            |             |
| 3000 metri siepi | Gezashign Safarova Azerbaigian                                       | 10'01"49    | Luiza Gega Albania                                                                                      | 10'02"88    | Biljana Cvijanović Bosnia ed Erzegovina                                    | 10'23"03    |
| 100 metri ostacoli | Dimitra Arachoviti Cipro                                             | 13"77       | Gorana Cvijetić Bosnia ed Erzegovina                                                                    | 14"47       | Amaliya Sharoyan Armenia                                                   | 14"61       |
| 400 metri ostacoli | Amaliya Sharoyan Armenia                                             | 1'00"40     | Olga Dor-Dogadko Israele                                                                                | 1'00"97     | Anna Berghii Moldavia                                                      | 1'01"99     |
| Staffette |                                                                      |             | |             |                                                                            |             |
| Staffetta 4x100 m | Israele Rotem Battat-Golan Irina Lenskiy Olga Lenskiy Rita Pogorelov | 46"37       | Islanda Hrafnhild Eid Hermodsdóttir Hafdís Sigurdardóttir Dóróthea Jóhannesdóttir Dóra Hlín Loftsdóttir | 46"86       | Malta Charlene Attard Diane Borg Rebecca Camilleri Francesca Xuereb        | 46"96       |
| Staffetta 4x400 m | Moldavia Anna Berghii Alina Bordea Olesea Cojuhari Elena Popescu     | 3'48"08     | Islanda Hafdís Sigurdardóttir Stefanía Valdimardóttir Björg Gunnarsdóttir Fjóla Signý Hannesdóttir      | 3'48"81     | Armenia Gayane Bulghadaryan Anna Telesheva Amaliya Sharoyan Lusine Karayan | 3'49"26     |
| Salti |                                                                      |             | |             |                                                                            |             |
| Salto in alto | Danielle Frenkel Israele                                             | 1,84 m      | Marija Vuković Montenegro                                                                               | 1,81 m      | Leontia Kallenou Cipro                                                     | 1,78 m      |
| Salto con l'asta | Jillian Schwartz Israele                                             | 4,10 m      | Gina Reuland Lussemburgo                                                                                | 3,75 m      | Ecaterina Abramova Moldavia                                                | 3,45 m =    |
| Salto in lungo | Rotem Battat Israele                                                 | 6,11 m      | Hafdís Sigurðardóttir Islanda                                                                           | 5,99 m      | Nektaria Panayi Cipro                                                      | 5,83 m      |
| Salto triplo | Tatiana Cicanci Moldavia                                             | 12,98 m     | Haykanush Beklaryan Armenia                                                                             | 12,83 m     | Eleftheria Christofi Cipro                                                 | 12,48 m     |
| Lanci |                                                                      |             | |             |                                                                            |             |
| Getto del peso | Anastasia Metskeyev Israele                                          | 14,86 m     | Florentia Kappa Cipro                                                                                   | 13,87 m     | Helga Margrét Þorsteinsdóttir Islanda                                      | 13,69 m     |
| Lancio del disco | Natalia Artic Moldavia                                               | 51,21 m     | Zacharoula Georgiadou Cipro                                                                             | 47,96 m     | Anastasia Metskeyev Israele                                                | 47,31 m     |
| Lancio del martello | Marina Marghieva Moldavia                                            | 67,41 m     | Paraskevi Theodorou Cipro                                                                               | 60,55 m     | Pasa Sehić Bosnia ed Erzegovina                                            | 56,74 m     |
| Lancio del giavellotto | Ásdís Hjálmsdóttir Islanda                                           | 55,18 m     | Alexandra Tsisiou Cipro                                                                                 | 50,69 m     | Kristine Harutyunyan Armenia                                               | 48,02 m     |
| record mondiale; record mondiale stagionale; record europeo; record europeo stagionale; record dei campionati; record nazionale; record personale; record personale stagionale. |                                                                      |             | |             |                                                                            |             |